# Episodi di Austin & Ally (prima stagione)
La prima stagione della serie televisiva Austin & Ally è stata trasmessa negli Stati Uniti dal 4 dicembre 2011 su Disney Channel.
In Italia l'episodio pilota è andato in onda in anteprima il 17 marzo 2012 su Disney Channel, mentre la programmazione regolare è iniziata il 20 aprile 2012 fino al 1º febbraio 2013.
| nº | Titolo originale              | Titolo italiano                 | Prima TV USA     | Prima TV Italia  |
| -- | ----------------------------- | ------------------------------- | ---------------- | ---------------- |
| 1  | Rockers & Writers             | Rockers e compositori           | 2 dicembre 2011  | 17 marzo 2012    |
| 2  | Kangaroos & Chaos             | Canguri e caos                  | 4 dicembre 2011  | 20 aprile 2012   |
| 3  | Secrets & Songbooks           | Segreti e libri delle canzoni   | 11 dicembre 2011 | 27 aprile 2012   |
| 4  | Zaliens & Cloud Watchers      | Zalieni e guarda-nuvole         | 8 gennaio 2012   | 4 maggio 2012    |
| 5  | Bloggers & Butterflies        | Blogger e farfalle              | 15 gennaio 2012  | 11 maggio 2012   |
| 6  | Tickets & Trashbags           | Biglietti e sacchetti           | 16 gennaio 2012  | 18 maggio 2012   |
| 7  | Managers & Meatballs          | Agenti e polpette               | 29 gennaio 2012  | 25 maggio 2012   |
| 8  | Club Owners & Quinceaneras    | Il quindicesimo compleanno      | 19 febbraio 2012 | 1º giugno 2012   |
| 9  | Deejays & Demos               | Deejay e Demo                   | 26 febbraio 2012 | 8 giugno 2012    |
| 10 | World Records & Work Wreckers | Assunzioni e licenziamenti      | 4 marzo 2012     | 15 giugno 2012   |
| 11 | Songwriting & Starfish        | Compositori e stelle marine     | 11 marzo 2012    | 22 giugno 2012   |
| 12 | Soups & Stars                 | Zuppe e stelle                  | 25 marzo 2012    | 29 giugno 2012   |
| 13 | Burglaries & Boobytraps       | Rapinatori e trappole esplosive | 15 aprile 2012   | 6 luglio 2012    |
| 14 | myTAB & My Pet                | Tablet e pappagalli             | 22 aprile 2012   | 13 luglio 2012   |
| 15 | Filmmaking & Fear Breaking    | Registi e paure da scacciare    | 20 maggio 2012   | 18 gennaio 2013  |
| 16 | Diners & Daters               | Tavole calde e appuntamenti     | 17 giugno 2012   | 11 gennaio 2013  |
| 17 | Everglades & Allygators       | Palude Party                    | 15 luglio 2012   | 20 luglio 2012   |
| 18 | Successes & Setbacks          | Musica e materassi              | 19 agosto 2012   | 25 gennaio 2013  |
| 19 | Albums & Auditions            | Album e audizioni               | 9 settembre 2012 | 1º febbraio 2013 |

## Rockers e compositori
- Titolo originale: Rockers & Writers
- Diretto da: Shelley Jensen
- Scritto da: Kevin Kopelow e Heath Seifert

### Trama
Mentre Ally è una timida ragazza, con la paura del palcoscenico, e impiegata nel negozio del padre; Austin è un ragazzo audace, estroverso e sicuro di sé, che adora esibirsi.
Quando i due si conoscono, Austin, insieme a Dez, il suo migliore amico, ruba ad Ally una sua canzone, e ne fa un video su internet, diventando una star locale; ma poi Austin avrà bisogno di un'altra canzone, e dopo molte suppliche riesce a convincere Ally ad aiutarlo a scriverla.
Quando Ally, il giorno dopo, va nella sua stanza della musica, e la trova cambiata: Austin aveva usato il suo primo investimento per rinnovarla, visto che loro due ci avrebbero passato molto tempo; un attimo dopo spiega ad Ally che la vuole come socia, lei accetta, e i due, insieme ai migliori amici, Trish e Dez, formano un Team, il "Team Austin", con Austin come cantante, Ally come cantautrice, Trish come manager, e Dez come regista.
- Guest star: Andy Milder (Lester), Mim Drew (Helen), Cocoa Brown (Guardia), Beverly Polcyn (Vecchietta), Jarret Wrigh (presentatore), Claudia DiFolco (presentatrice di "Entertain Me Tonight"), Randy Blekitas (chitarrista), Desary Vailencour (Cliente),
- Canzoni presenti: "Double Take" e "Break Down the Walls" (Ross Lynch)

## Canguri e caos
- Titolo originale: Kangaroos & Chaos
- Diretto da: Shelley Jensen
- Scritto da: Kevin Kopelow e Heath Seifert

### Trama
Austin sta aspettando una nuova canzone da quasi un mese e, per la fretta, Ally dà a Dez un foglio scritto a mano un po' di fretta. Dez, che non brilla per acutezza, malinterpretando alcune parole procura un canguro per girare il video del nuovo pezzo, mentre Trish, con la stessa intenzione, porta in negozio il giubbotto di un wrestler, cliente della tintoria dove lei lavora dopo aver lasciato il negozio di yo -yo. Dopo aver provocato una serie di danni, il canguro risulta essere ben più ambito del concerto di Austin, così Trish vende una serie di biglietti per farsi fotografare accanto al marsupiale. Ma Austin saprà conquistare il pubblico.
- Guest star: Andy Milder (Lester), Andy Goldenberg (Martin), Hollywood Yates (Pugno in Faccia), Emily Skinner (La Belva), Kimmy Caruso (Ragazza), Patrick J. Nicolas (chitarrista)
- Canzoni presenti: "A Billion Hits" (Ross Lynch)

## Segreti e libri delle canzoni
- Titolo originale: Secrets & Songbooks
- Diretto da: Shelley Jensen
- Scritto da: Eric Friedman

### Trama
Ally perde il suo diario. Dopo una disperata ricerca viene trovato dai ragazzi che decidono di leggerlo, e si convincono che Ally ha una cotta per Austin. Quando le ragazze lo scoprono si arrabbiano e Trish decide di far partire una terribile vendetta nei confronti di Austin.
- Guest star: Cole Sand (Nelson), Noah Centineo (Dallas), Carlos Santos (intervistatore), Lawrence Adimora (sconosciuto), Gabriel Benitez (pianista), Patrick J. Nicolas (chitarrista)
- Canzoni presenti: "Not a Love Song" (Ross Lynch)

## Zalieni e guarda-nuvole
- Titolo originale: Zaliens & Cloud Watchers
- Diretto da: Shelley Jensen
- Scritto da: Rick Nyholm

### Trama
Ally scrive una nuova canzone e la fa ascoltare ad Austin.  Austin, odia la canzone. I due decidono allora,  di conoscersi meglio.  Ally porta Austin al suo Club-Guarda-Nuvole, mentre Austin prende un film dell'orrore per Ally. Nel frattempo, Dez e Trish, scoprono di avere delle cose in comune. 
- Guest star: Cole Sand (Nelson), Matthew Scott Montgomery (Walter)
- Canzoni Presenti: "It's Me, It's You" (Ross Lynch)

## Blogger e farfalle
- Titolo originale: Bloggers & Butterflies
- Diretto da: Shelley Jensen
- Scritto da: Kevin Kopelow e Heath Seifert

### Trama
Austin scopre che qualcuno sta pubblicando cose imbarazzanti su di lui su un blog chiamato  "Miami H8er Girl", così il gruppo vuole scoprire chi sia questa ragazza. Nel frattempo, Dez e Trish ottengono lo stesso lavoro al ristorante di pesce fritto e iniziano a friggere ogni cosa.
- Guest Star: Audrey Whitby (Tilly) Jim Hoffmaster (Pirata Frank), Lauren Boles (Ally da piccola), Eliana Arroyo (Trish da piccola), Rachel Eggleston (Tilly da piccola), Cole Sand (Nelson)
- Canzoni presenti: "The Butterfly Song" (Ross Lynch)

## Biglietti e sacchetti
- Titolo originale: Tickets & Trashbags
- Diretto da: Adam Weissman
- Scritto da: Samantha Silver e Joey Manderino

### Trama
Austin è invitato ad esibirsi con Shiny Money a Miami Musica sul Web, ma ha la possibilità di portare solo un amico con sé. Tutti fanno gara per vincere il biglietto, ma Austin non porta nessuno di loro perché non vuole deludere nessuno. D'altronde i tre esclusi finiranno per intrufolarsi allo spettacolo...
- Guest star: Cole Sand (Nelson), James Earl (Shiny Money), Gregory Marcel (Stage Manager)
- Canzoni presenti: "Trash Talka feat. Double Take" (Ross Lynch e James Earl)

## Agenti e polpette
- Titolo originale: Managers & Meatballs
- Diretto da: Adam Weissman
- Scritto da: Wayne Conley

### Trama
Austin decide di accettare la proposta di Demonica Dixon, una manager di successo, che vuole essere la sua manager. Ma Demonica vuole ingannarlo, promettendogli di portarlo verso l'alto. Così  Austin insieme ai suoi amici decide di vendicarsi... 
- Guest star: Lisa Arch (Demonica Dixon), Jeff Blum (Statua) Gregory Marcel (Stage Manager), Steve Trzaska (assistente), Cole Sand (Nelson)
- Canzoni presenti: "Better Together" (Ross Lynch)

## Il quindicesimo compleanno
- Titolo originale: Club Owners & Quinceaneras
- Diretto da: Eric Dean Seaton
- Scritto da: Samantha Silver e Joey Manderino

### Trama
Trish sta per compiere 15 anni e organizza la sua Quinceañera, tipica festa messicana. Alla festa è invitato pure Emilio che possiede dei club e Austin decide così di voler far colpo su di lui esibendosi alla festa, così da poter poi cantare in uno dei suoi club. Inoltre Trish invita pure Dallas, il ragazzo per cui Ally ha una cotta. Ally vorrebbe ballare con lui, ma non lo sa fare e chiede aiuto a Austin.
- Guest star: Noah Centineo (Dallas), Eileen Galindo (sig.ra De La Rosa), David Michie (Emilio), Devan Leos (JJ De La Rosa)

## Deejay e Demo
- Titolo originale: Deejays & Demos
- Diretto da: Roger S. Christiansen
- Scritto da: Steve Freeman e Aaron Ho

### Trama
Austin ha la sua prima intervista radiofonica e vorrebbe condividere parte del successo con Ally. Per questo durante la trasmissione manda in onda una canzone dell'amica, che viene subito invitata alla puntata successiva. Ally dovrà vincere le sue paure con l'aiuto degli amici.
- Guest star: Preston Jones (Miami Mack), Meghan Gumina (Anne Smith)
- Canzoni presenti: "You Don't See Me" (Laura Marano)

## Assunzioni e licenziamenti
- Titolo originale: World Records & Work Wreckers
- Diretto da: Phill Lewis
- Scritto da: Kevin Kopelow e Heath Seifert

### Trama
Ally assume involontariamente Dallas al negozio, ma il ragazzo si dimostra una frana e fa parecchi Danni. Insieme a Trish cercherà il modo di licenziarlo. Intanto Austin e Dez decidono di entrare nel Guinness dei primati facendo roteare una palla da basket sul dito il più a lungo possibile.
- Guest star: Noah Centineo (Dallas), Andy Milder (Lester Dawson), Ellana Barksdale (cantante #1), Reggie Burrell (cantante #2), Pam Trotter (cantante #3)

## Compositori e stelle marine
- Titolo originale: Songwriting & Starfish
- Diretto da: Eric Dean Seaton
- Scritto da: Eric Friedman

### Trama
I ragazzi vengono arrestati all'uscita del centro commerciale in piena notte, e cercano di spiegare all'agente perché si trovavano là. Quando l'agente scopre che si tratta di Austin Moon e dovrà partecipare al festival di Miami Beach, li libera...
- Guest star: Patrick J. Nicolas (chitarrista), Kelly Perine (Ufficiale Dunphy).
- Canzoni presenti: "Heard It On The Radio" (Ross Lynch)

## Zuppe e stelle
- Titolo originale: Soups & Stars
- Diretto da: Shannon Flynn
- Scritto da: Wayne Conley

### Trama
Trish ha trovato lavoro da Suzy Soup, locale gestito da Suzy, insegnante dell'elementari di Ally e Trish. Ally, dopo essersi iscritta a Twitter, posta una foto che manda in rovina Suzy; così cerca di girare uno spot pubblicitario con i suoi amici per rimediare.
- Guest star: Lynne Marie Stewart (Miss Suzy)
- Canzoni presenti: "Suzy's Soups Jingle" (Ross Lynch)

## Rapinatori e trappole esplosive
- Titolo originale: Burglaries & Boobytraps
- Diretto da: Shelley Jensen
- Scritto da: Steve Freeman e Aaron Ho

### Trama
Quando tutti i negozi del centro commerciale vengono derubati, Ally e i ragazzi cercano di scoprire il ladro. Ma quando una telecamera di sicurezza mostra Austin rubare una chitarra, Trish invia il video per ricevere la ricompensa. Austin però spiega a Ally che ha preso la chitarra per farla autografare da Bruno Mars. Ma la maggior parte dei proprietari dei negozi pensano che sia Austin il colpevole, il gruppo farà di tutto per cercare il vero responsabile.
- Guest star: Jeff Blum (Statua) Ithamar Enriquez (ladro), Jim Hoffmaster (Pirata Frank), Greg Workswick (Billl), Andy Milder (Lester).

## Tablet e pappagalli
- Titolo originale: myTAB & My Pet
- Diretto da: Phill Lewis
- Scritto da: Rick Nyholm

### Trama
I ragazzi vogliono comprare il nuovo MyTab, così si mettono in coda davanti al negozio dalla sera precedente. Fare la fila non sarà facile come sembra e più di una volta perderanno il posto. Intanto Austin e Dez fanno fuggire il pappagallo di Ally e insieme a Trish si affrettano a cercarlo.
- Guest star: Ashley Fink (Mindy), Jeff Blum (Statua), Jim Hoffmaster (Pirata Frank), Greg Workswick (Billl), Keleigh Kremers (Fidanzata di Billl)
- Canzoni presenti: "Not a Love Song" (versione acustica) (Ross Lynch)

## Registi e paure da scacciare
- Titolo originale: Filmmaking & Fear Breaking
- Diretto da: Roger S. Christiansen
- Scritto da: Rick Nyholm

### Trama
Dez decide di girare un film e coinvolge i suoi amici come attori e scenografi. Trish cercherà di diventare la protagonista assoluta mentre Austin è costretto ad affrontare la sua fobia per gli ombrelli. Ally decide di aiutarlo a vincerla, ma non sarà così facile come crede...
- Guest star: Miles Elliot (Austin da piccolo), Sam Adler (Dez da piccolo), Cole Sand (Nelson), John O'Brien (sig. Neidermeyer).
- Nota: L'episodio è stato trasmesso in Prima TV il 17 settembre 2012, e ritrasmesso col promo il 18 gennaio 2013 anche se doveva essere trasmesso l'11 gennaio 2013.

## Tavole calde e appuntamenti
- Titolo originale: Diners & Daters
- Diretto da: Shelley Jensen
- Scritto da: Steve Freeman e Aaron Ho

### Trama
Austin si innamora di Cassidy, una cameriera del Melody Diner e Ally lo aiuterà a conquistarla a suon di musica. Dez intanto deve affrontare una dipendenza dal pasticcio di pollo mentre Trish, cameriera dello stesso ristorante di Cassidy, cerca di difenderlo dall'innamoratissima Mindy.
- Guest star: Ashley Fink (Mindy), Peeples Aubrey (Cassidy)
- Canzoni presenti: Heart Beat (Ross Lynch)

## Palude Party/una crociera wow
- Titolo originale: Everglades & Allygators
- Diretto da: Shelley Jensen
- Scritto da: Clay Lapari

### Trama
I ragazzi vengono invitati dal loro amico rapper Shiny Money a passare due giorni nel suo barcone nell'Everglades; in cambio Austin dovrà comporre una canzone ed esibirsi alla sua festa. Austin e Ally si mettono subito al lavoro mentre Trish e Dez vanno alla ricerca del leggendario alligatore Big Mama...
- Guest star: James Earl (Shiny Money), John Lee Ames (Clavis), Patrick J. Nicolas (chitarrista)
- Canzoni presenti: "Na Na Na" (Vacation Song) (Ross Lynch)

Trama
Marin e i suoi amici vengono invitati dalla sua Amica cantante Nives Babs a passare 5 giorni a nel suo Yacht. Nel frattempo Marin comporre una canzone per la festa sullo yacht mentre Alessio e gli altri amici vanno alla ricerca di un Pesce Il Korg
Ospiti: Nives Babs (Serena Clerici) Greta (Virginia Astarita) Emmanuel (Fabrizio Valezano)
Canzoni presenti: inizia l'estate (Marin Tosto e piccolpo coro dell'Antoniano)

## Musica e materassi
- Titolo originale: Successes & Setbacks
- Diretto da: Shelley Jensen
- Scritto da: Samantha Silver e Joey Manderino

### Trama
Austin potrebbe firmare un contratto discografico molto importante, ma quando si sforza di provare una canzone per Jimmy Starr, perde la voce. Dopo un po' decide di andare dal medico che gli dice che ha dei noduli alle corde vocali. Ma alla fine decidono di operarlo, e perciò per almeno 36 ore non dovrà parlare; così entro una settimana potrà ritornare a cantare e se l'operazione andrà male la sua voce cambierà e lui sarà costretto a vendere materassi.
- Guest star: John Henson (Mike Moon), Jill Benjamin (Mimi Moon), Robert Picardo (dott. Grant), Richard Whiten (Jimmy Star)
- Canzoni presenti: The Way That You Do (Ross Lynch)
- Nota. Questo episodio è molto simile a un episodio della serie Hannah Montana, Che è successo alla mia voce?, In cui Miley aveva perso la voce, e dopo l'intervento, non doveva parlare per un tot di tempo.

## Album e audizioni
- Titolo originale: Album & Auditions
- Diretto da: Eric Dean Seaton
- Scritto da: Kevin Kopelow e Heath Seifert

### Trama
Alla vigilia dell'uscita del suo primo album, Austin insieme a Trish e Dez decide di aiutare Ally a realizzare il suo sogno: entrare alla MUNY con un'audizione on-line fatta a sua insaputa. Così la festa del primo album si unisce alla tristezza per la partenza di Ally che ha passato il provino...
- Guest star: Cole Sand (Nelson), Richard Whiten (Jimmy Star), Andy Milder (Lester Dawson), John O'Brien (sig. Neidermeyer).
- Canzoni presenti: Illusion (Ross Lynch), Can't do It Without You (versione acustica) (Ross Lynch)